# 하나 호르카
하나 호르카(체코어: Hana Horká, 1964년 2월 15일 ~ 2022년 1월 16일)는 체코의 가수로, 켈트 음악 그룹인 어소넌스의 멤버였다.
브르노 콘서바토리와 야나체크 예술 아카데미를 다녔다. 1985년에 어소넌스에 합류했다. 그룹에서는 메인 보컬로 활동했다.
하나 호르카는 백신 패스를 받기 위해 스스로를 일부러 코로나19에 감염시켰다가 2022년 1월 16일 사망했다. 그의 아들 얀 레크(Jan Rek)는 라디오 인터뷰에서 자신의 아버지와 자신은 백신을 맞아서 괜찮았지만 어머니 한나 호르카는 5일간 앓다가 사망했다고 밝혔다. 또한 반백신 운동이 어머니를 죽였다고 비난했다.